# Roberto Faria
Roberto Innocent Faria (Rio de Janeiro, 15 de janeiro de 2004), é um automobilista brasileiro que teve passagens na Fórmula 3, GB3 e mais recentemente, em campeonatos de Gran Turismo. Ele competiu no Campeonato de Fórmula 3 da FIA em 2023 pela equipe PHM Racing by Charouz. Ele foi membro da Sauber Academy em 2022.

## Carreira

### Cartismo
Tendo começado no kart aos 11 anos de idade, Faria logo passou para as competições europeias, disputando o Campeonato Mundial de Kart em 2017. Ele passou a competir pela KR Motorsport em 2018, disputando os campeonatos europeu e mundial.

### Fórmulas inferiores
Faria fez sua estreia nos monopostos em 2019, competindo pela equipe Fortec Motorsports no Campeonato Britânico de Fórmula 4 ao lado de Mariano Martínez. Ele passaria por uma temporada difícil, marcando como melhor resultado um quarto lugar em Silverstone e terminando em décimo primeiro na classificação geral, uma posição e cinquenta pontos à frente de seu companheiro de equipe.
A parceria de Roberto e a Fortec Motorsports seguiu na F3 Britânica em 2020, na qual ele correu a partir da quarta rodada. O melhor resultado de Faria veio na última corrida, com um segundo lugar em Silverstone, e o brasileiro foi o 14º colocado, com 152 pontos.
Ele participou do Campeonato Asiático de Fórmula 3 em 2021, correndo com licença britânica na equipe Motorscape ao lado do italiano Nicola Marinangeli. Conseguiu seis pontos e o 18º lugar.
Faria participou de duas temporadas no Campeonato GB3, nova versão da Fórmula 3 Britânica. Em 2021, ele voltou a correr com licença brasileira pela Fortec Motorsports, tendo como companheiro regular o dinamarquês Mikkel Grundtvig e por algumas rodadas, sendo companheiro de Hunter Yeany, Luke Browning, Eduardo Coseteng e Oliver Bearman. Roberto teve a sua primeira vitória na corrida 3 de Spa-Francorchamps e ainda fez mais oito pódios, ficando na quinta posição com 360 pontos.
Em 2022, na sua segunda temporada da GB3, ele correu na equipe Carlin ao lado do espanhol Javier Sagrera e do britânico Callum Voisin. As expectativas eram de brigar por vitórias e títulos, mas Faria só conseguiu seis pódios e 316,5 pontos, ficando no mesmo quinto lugar do ano anterior.

### Fórmula 3

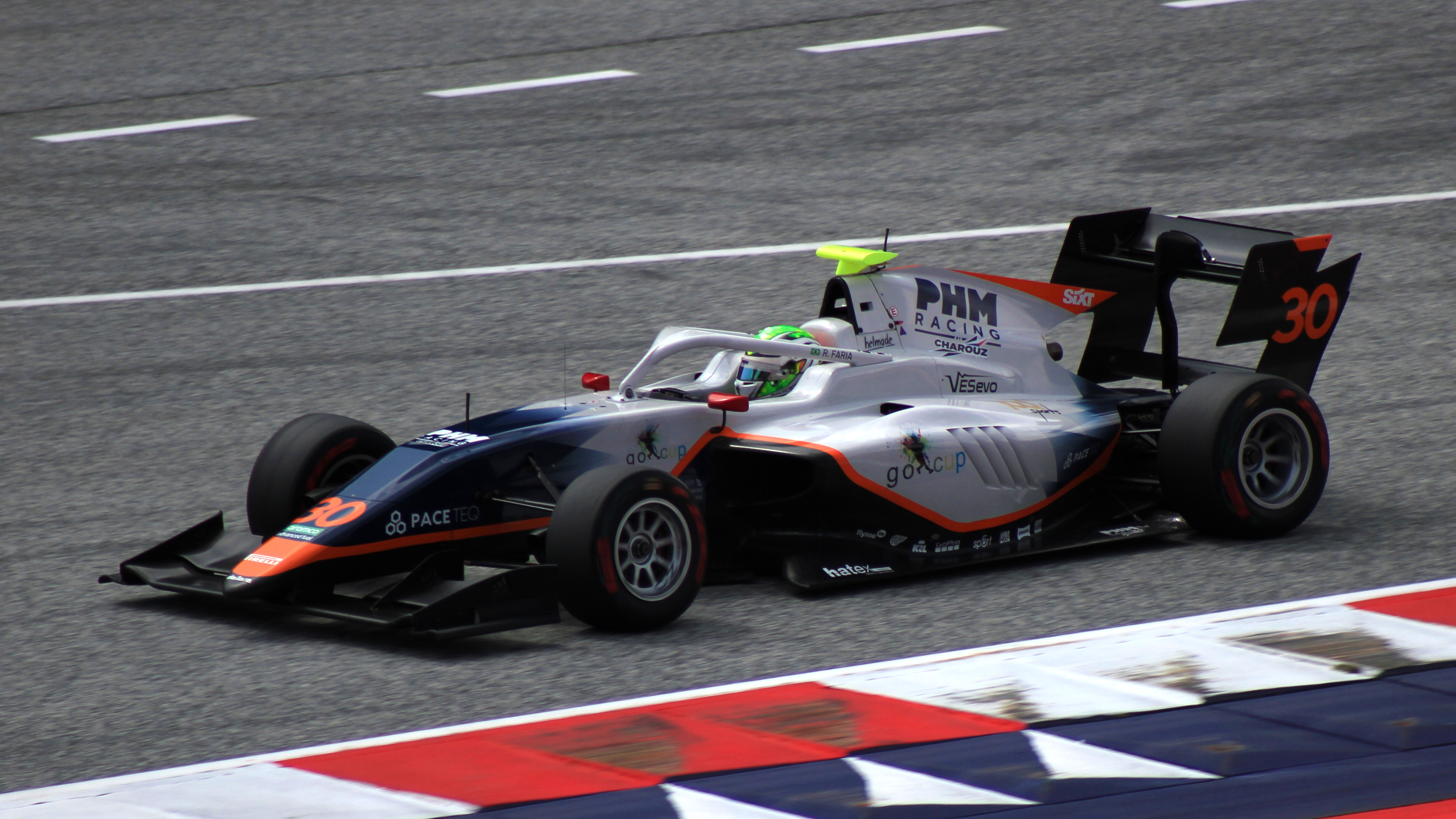
Faria no GP da Áustria de 2023

Em setembro de 2022, Faria participou do teste de pós-temporada do Campeonato de Fórmula 3 da FIA com a equipe Van Amersfoort Racing durante o primeiro dia. Em fevereiro de 2023, Faria foi anunciado como piloto da equipe PHM Racing by Charouz para a temporada de 2023, tendo como companheira regular a alemã Sophia Flörsch. Teve um décimo sétimo lugar na corrida 1 de Spa-Francorchamps como melhor resultado, e Faria foi o 31º, sendo o último dentre os pilotos que correram em todas as etapas.

### Fórmula 1
Em 2022, Faria tornou-se membro da Sauber Academy juntamente com o francês Théo Pourchaire, mas o brasileiro deixou a academia ao final do ano.

### Gran Turismo
Em 2024, Faria se tornou piloto da Aston Martin Academy e voltou suas atenções para os campeonatos de gran turismo. Ele correu duas rodadas da GT4 Winter Series e foi o nono colocado, obtendo quatro pódios e 58 pontos, com um segundo lugar na corrida 1 de Portimão sendo seu melhor resultado.
Na GT4 Europeia, ele correu por duas equipes: GPA Racing e Racing Spirit of Léman. Na GPA, Faria obteve seu melhor resultado, um sétimo lugar na corrida 2 de Paul Ricard, somando 6 pontos e sendo o 21º colocado.

## Resultados

### Resumo da carreira
| Temporada | Categoria                                  | Equipe                 | Corridas | Vitórias | Poles | V.M.R. | Pódios | Pontos | Pos. |
| --------- | ------------------------------------------ | ---------------------- | -------- | -------- | ----- | ------ | ------ | ------ | ---- |
| 2019      | Fórmula 4 Britânica                        | Fortec Motorsports     | 30       | 0        | 0     | 0      | 0      | 99     | 11º  |
| 2020      | Fórmula 4 Britânica                        | Fortec Motorsports     | 15       | 0        | 1     | 0      | 2      | 106    | 10º  |
| 2020      | Fórmula 3 Britânica                        | Fortec Motorsports     | 13       | 0        | 0     | 0      | 1      | 152    | 14º  |
| 2021      | Campeonato GB3                             | Fortec Motorsports     | 24       | 1        | 0     | 3      | 9      | 360    | 5º   |
| 2021      | Fórmula 3 Asiática                         | Motorscape             | 15       | 0        | 0     | 0      | 0      | 6      | 17º  |
| 2022      | Campeonato GB3                             | Carlin                 | 24       | 0        | 0     | 3      | 6      | 316,5  | 5º   |
| 2023      | Fórmula 3                                  | PHM Racing por Charouz | 18       | 0        | 0     | 0      | 0      | 0      | 32º  |
| 2024      | GT4 Winter Series                          | RACAR Motorsport       | 6        | 0        | 0     | 2      | 3      | 58     | 9º   |
| 2024      | Ultimate Cup Series - GT Sprint Cup - UCS4 | RACAR Motorsport       | 2        | 2        | 2     | 2      | 2      | 32     | 7º   |
| 2024      | GT4 Europeia - Silver                      | GPA Racing             | 4        | 0        | 0     | 0      | 0      | 6      | 21º  |
| 2024      | GT4 Europeia - Silver                      | Racing Spirit of Léman | 4        | 0        | 0     | 0      | 0      | 6      | 21º  |

* Temporada ainda em andamento.